# إلى آخر الزمان (فلم)
إلى آخر الزمان هو فيلم درامي جزائري من إخراج ياسمين شويخ سنة 2017. تم اختياره كمدخل جزائري لأفضل فيلم بلغة أجنبية في حفل توزيع جوائز الأوسكار الـ 91 لكن لم يتم ترشيحه.

## روابط خارجية
- Until the End of Time  في قاعدة بيانات الأفلام على الإنترنت (بالإنجليزية)